# Bouderbala
Bouderbala là một đô thị thuộc tỉnh Bouira, Algérie. Dân số thời điểm năm 2002 là 16.697 người.